# Монтережі
Монтережі́ (фр. Montérégie) — адміністративний регіон у провінції Квебек (Канада), розташований на березі річки Святого Лаврентія напроти міста Монреаль і сягає кордону із США. У списку регіонів має умовний номер «16».
Столиця регіону — місто Лонгьой (фр. Longueuil).
Інші міста: Броссар (Brossard), Бушервіль (Boucherville), Шатоге, Гранбі, Сент-Іасент, Шамблі, Сорель-Трасі, Сен-Жан-сюр-Рішельйо (Saint-Jean-sur-Richelieu), Водрьой-Доріон (Vaudreuil-Dorion), Веллейфілд (Valleyfield), Сен-Ламбер.

Мапа Монтережі